# Cal Bernat (Prats de Lluçanès)
Cal Bernat és una obra de Prats de Lluçanès (Osona) inclosa a l'Inventari del Patrimoni Arquitectònic de Catalunya.

## Descripció
Es tracta d'una casa entre mitgeres que consta de planta baixa, pis i golfes. La coberta és de teula àrab a doble vessant, amb el carener paral·lel a la façana principal. Els murs són de maçoneria de pedra irregular, arrebossats, i amb carreus ben treballats a les cantonades. Les obertures es distribueixen simètricament. Al centre de la façana trobem el portal d'arc de mig punt adovellat i a cada costat una finestra amb brancals i llinda de pedra. Al primer pis hi ha tres finestrals emmarcats amb pedra, dos d'ells amb l'ampit de pedra motllurat. El finestral central té l'ampit malmès i la data 1694 a la llinda amb una creu intercalada i l'anagrama IHS. A les golfes, s'hi obren tres finestres de menors dimensions emmarcades amb pedra treballada i ampit desgastat.
La façana sud presenta els murs de les golfes construïts amb tàpia i un contrafort a la planta baixa. Pel que fa a les obertures, n'hi ha de nova construcció, així com una finestra emmarcada amb pedra treballada que actualment es troba tapiada.

## Història
L'edifici és representatiu de les cases que conformaven la vila de Prats de Lluçanès abans de l'incendi de 1714, quan fou totalment destruïda. Tan sols resten quatre cases anteriors a aquest moment.